# Муз-Пасс (Аляска)
Муз-Пасс (англ. Moose Pass) — переписна місцевість (CDP) в США, в окрузі Кенай штату Аляска. Населення — 228 осіб (2020).

## Географія
Муз-Пасс розташований за координатами 60°30′21″ пн. ш. 149°28′6″ зх. д. / 60.50583° пн. ш. 149.46833° зх. д. (60.505939, -149.468364).  За даними Бюро перепису населення США в 2010 році переписна місцевість мала площу 46,31 км², з яких 45,88 км² — суходіл та 0,43 км² — водойми.

### Клімат
| Клімат : Муз-Пасс       | Клімат : Муз-Пасс | Клімат : Муз-Пасс | Клімат : Муз-Пасс | Клімат : Муз-Пасс | Клімат : Муз-Пасс | Клімат : Муз-Пасс | Клімат : Муз-Пасс | Клімат : Муз-Пасс | Клімат : Муз-Пасс | Клімат : Муз-Пасс | Клімат : Муз-Пасс | Клімат : Муз-Пасс | Клімат : Муз-Пасс |
| Показник                | Січ.              | Лют.              | Бер.              | Квіт.             | Трав.             | Черв.             | Лип.              | Серп.             | Вер.              | Жовт.             | Лист.             | Груд.             | Рік               |
| Абсолютний максимум, °C | 8,3               | 10,0              | 14,4              | 18,3              | 26,7              | 30,6              | 31,7              | 30,0              | 22,8              | 15,6              | 11,7              | 10,0              | 31,7              |
| Середній максимум, °C   | −5,4              | −2,2              | 2,2               | 6,9               | 12,5              | 17,2              | 19,1              | 18,2              | 13,0              | 5,6               | −0,5              | −3                | 6,9               |
| Середній мінімум, °C    | −14,5             | −11,6             | −9,9              | −3,4              | 0,9               | 5,2               | 7,7               | 7,1               | 3,3               | −2,3              | −8,2              | −11,7             | −3,1              |
| Абсолютний мінімум, °C  | −41,7             | −39,4             | −34,4             | −27,2             | −9,4              | −4,4              | −1,7              | −2,8              | −10,6             | −23,3             | −29,4             | −34,4             | −41,7             |
| Норма опадів, мм        | 50                | 63                | 38                | 25                | 33                | 20                | 35                | 66                | 112               | 112               | 80                | 77                | 711               |
| Днів з опадами          | 8                 | 8                 | 6                 | 6                 | 6                 | 5                 | 7                 | 9                 | 11                | 11                | 9                 | 11                | 97,0              |
| ----------------------- | ----------------- | ----------------- | ----------------- | ----------------- | ----------------- | ----------------- | ----------------- | ----------------- | ----------------- | ----------------- | ----------------- | ----------------- | ----------------- |
| Джерело:                |                   |                   |                   |                   |                   |                   |                   |                   |                   |                   |                   |                   |                   |

## Демографія
Згідно з переписом 2010 року, у переписній місцевості мешкало 219 осіб у 93 домогосподарствах у складі 56 родин. Густота населення становила 5 осіб/км².  Було 137 помешкань (3/км²).
Расовий склад населення:
| - 94,1 % — білих - 1,4 % — корінних американців - 1,4 % — чорних або афроамериканців - 0,9 % — вихідців з тихоокеанських островів - 0,5 % — азіатів |

До двох чи більше рас належало 1,8 %. Частка іспаномовних становила 2,3 % від усіх жителів.
За віковим діапазоном населення розподілялося таким чином: 24,2 % — особи молодші 18 років, 64,4 % — особи у віці 18—64 років, 11,4 % — особи у віці 65 років та старші. Медіана віку мешканця становила 41,5 року. На 100 осіб жіночої статі у переписній місцевості припадало 114,7 чоловіків;  на 100 жінок у віці від 18 років та старших — 133,8 чоловіків також старших 18 років.
Середній дохід на одне домашнє господарство  становив 109 904 долари США (медіана — 102 750), а середній дохід на одну сім'ю — 112 489 доларів (медіана — 121 250). За межею бідності перебувало 14,9 % осіб, у тому числі 40,5 % дітей у віці до 18 років та 0,0 % осіб у віці 65 років та старших.
Цивільне працевлаштоване населення становило 186 осіб. Основні галузі зайнятості: роздрібна торгівля — 23,1 %, освіта, охорона здоров'я та соціальна допомога — 16,7 %, сільське господарство, лісництво, риболовля — 15,1 %.